# Travian Sousa
Travian Anthony Sousa (* 19. September 2001 in Lathrop, Kalifornien) ist ein US-amerikanischer Fußballspieler, der auch die portugiesische Staatsangehörigkeit besitzt.

## Karriere

### Im Verein
Sousa wurde in Lathrop, Kalifornien geboren, wuchs im nahe gelegenen Modesto auf und besitzt neben der Staatsbürgerschaft der Vereinigten Staaten auch die portugiesische Staatsangehörigkeit. Er spielte bis 2016 bei Ballistic United in Pleasanton, ehe er in die Jugend von Sacramento Republic wechselte.
Anfang 2019 absolvierte Sousa ein Probetraining bei den A-Junioren (U19) und der zweiten Mannschaft des Hamburger SV. Im Juli 2019 erfolgte schließlich der Wechsel zum HSV, bei dem Sousa in der Saison 2019/20 zunächst der U19 angehörte. Dort wurde er vom Flügelspieler zum Linksverteidiger umgeschult und etablierte sich schnell als Stammspieler in der A-Junioren-Bundesliga Nord/Nordost. Während der Länderspielpause im Oktober 2019 durfte der 18-Jährige – gemeinsam mit seinen U19-Teamkollegen Anssi Suhonen und Jonah Fabisch – unter dem Cheftrainer Dieter Hecking mit der Profimannschaft trainieren, die in der 2. Bundesliga spielte. Er kam bei einem Testspiel gegen den Drittligisten Eintracht Braunschweig erstmals und über die volle Spielzeit zum Einsatz. Da sich die Außenverteidiger Jan Gyamerah und Josha Vagnoman schwerer verletzt hatten, blieb der US-Amerikaner anschließend im Profitraining. Im Januar 2020 absolvierte er auch die Wintervorbereitung mit den Profis. Der HSV reagierte im Winter auf die Verletzungen von Gyamerah sowie Vagnoman und verpflichtete mit Jordan Beyer einen weiteren Außenverteidiger. Anschließend trainierte Sousa, der bis dahin für die U19 in allen 14 Bundesligaspielen zum Einsatz gekommen war, nicht mehr mit der Zweitligamannschaft, sondern wurde in die zweite Mannschaft integriert, für die er bereits im Oktober 2019 einmal in der viertklassigen Regionalliga Nord zum Einsatz gekommen war. Nach einem weiteren Regionalligaeinsatz konnte die Spielzeit aufgrund der COVID-19-Pandemie ab März 2020 nicht mehr fortgeführt werden. Die 2. Bundesliga wurde nach einer zweimonatigen Unterbrechung Mitte Mai 2020 fortgeführt. Der HSV richtete auf dem Trainingsgelände in Norderstedt eine Trainingsgruppe mit „Back-up-Spielern“ aus der U19 und zweiten Mannschaft ein, die im Falle von Corona-Infektionen im Profikader hätten einspringen sollen; dieser Gruppe gehörte Sousa jedoch nicht an. Die Vorbereitung auf die Saison 2020/21 begann Sousa mit der zweiten Mannschaft, kam aber nicht mehr zum Einsatz. Im Oktober 2020 trennte sich der HSV aufgrund wiederholter Undiszipliniertheiten von ihm.
Nach seinem Aus beim HSV kehrte der 19-Jährige in die USA zurück und schloss sich im Januar 2021 Sporting Kansas City II, dem Farmteam von Sporting Kansas City in der USL Championship, an. Nachdem der Linksverteidiger in der Saison 2021 nicht zum Einsatz gekommen war, wechselte er Ende September 2021 innerhalb der Liga nach Kalifornien zu den Oakland Roots. Er kam bis zum Ende der regulären Saison 2-mal als Einwechselspieler zum Einsatz und wurde anschließend in den Play-offs beim Ausscheiden im Conference-Halbfinale gegen den Orange County SC eingewechselt. Anschließend verließ Sousa das Franchise mit seinem Vertragsende.
Im März 2022 schloss er sich Tacoma Defiance an. Mit dem Farmteam der Seattle Sounders ist er in der MLS Next Pro aktiv. In der Saison 2023 saß er zweimal bei den Seattle Sounders in der Major League Soccer auf der Bank, wurde allerdings nicht eingewechselt. Zudem wurde er zweimal im Lamar Hunt U.S. Open Cup eingesetzt. Nachdem er in der Saison 2024 bei den Sounders keine Rolle gespielt hatte, saß er im Februar 2025 zweimal ohne Einsatz im CONCACAF Champions Cup auf der Bank.

### In der Nationalmannschaft
Sousa absolvierte Länderspiele für die US-amerikanische U14-, U19- und U20-Nationalmannschaft.